# 비르게 샤데
비르게 샤데(독일어: Birge Schade, 1965년 2월 7일 ~ )는 독일의 배우이다.

## 영화
- 거룩한 소녀 마리아 (2014년)
- 홈 포 더 위크엔드 (2012년)
- 러프 (2010년)
- 히트 웨이브 (2008년)
- 비욘드 사일런스 (1996년)
- 네버엔딩 스토리 2 (1990년)
- 더 빌 (1984년)